# We Can Do It!

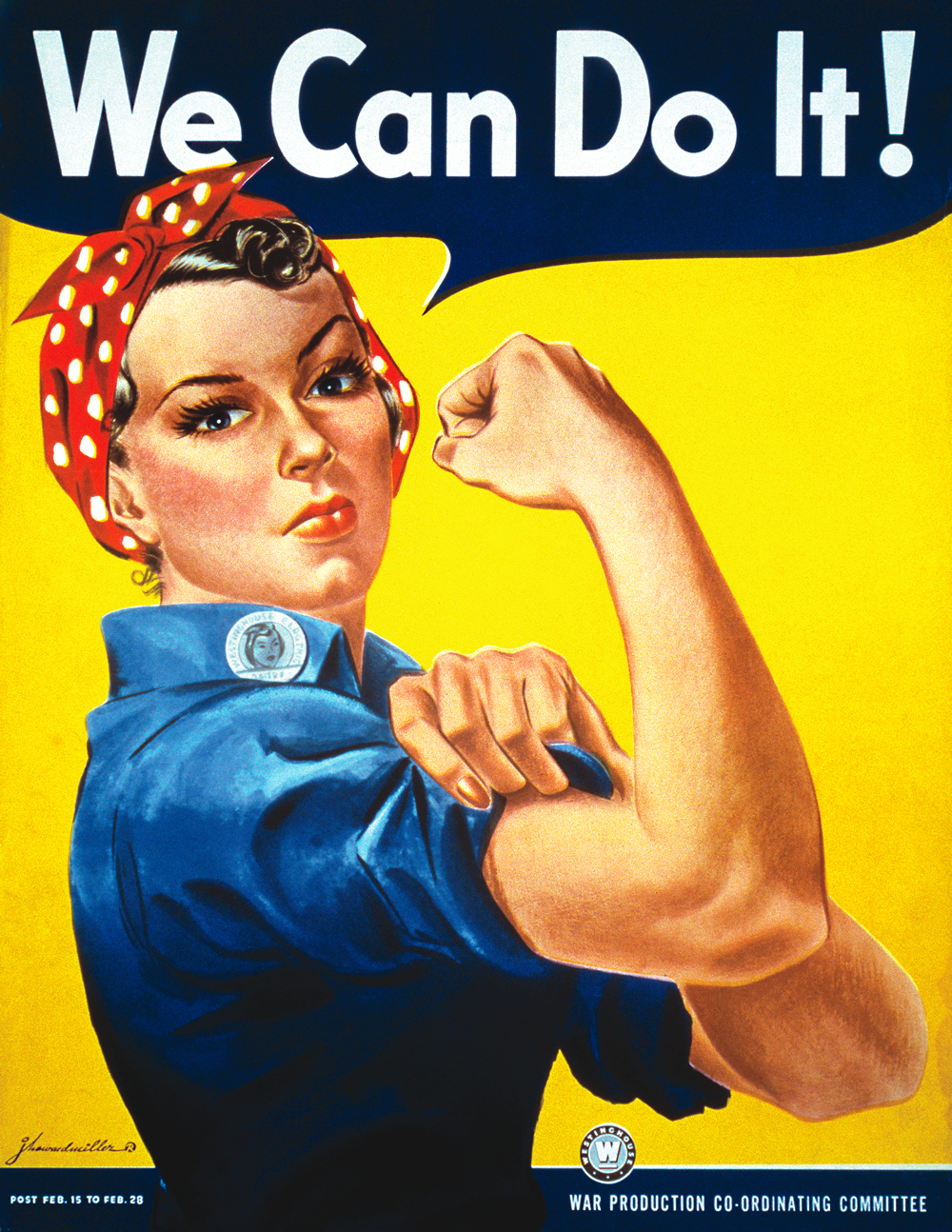
J. Howard Millers affisch "We Can Do It!" från 1943

"We Can Do It!" är en affisch som framställdes 1943 av J. Howard Miller för industriföretaget Westinghouse Electric
som en del av USA:s krigspropaganda under andra världskriget. Den var avsedd att stärka arbetsmoralen hos kvinnliga anställda. Den anses bygga på ett svartvitt fotografi på Geraldine Hoff, en ung fabriksarbetare från Michigan.
Affischen sågs av relativt få under kriget. Den återupptäcktes under tidigt 1980-tal och reproducerades i många olika format, oftast under titeln "We Can Do It!" ("vi kan klara det"), men även felaktigt kallad "Rosie the Riveter" efter den ikoniska bilden av en kraftfull kvinnlig arbetare inom krigsindustrin. "We Can Do It!" användes för att framföra feministiska budskap och andra politiska agendor under 1980-talet. Bilden hamnade på omslaget på tidskriften Smithsonian 1994 och blev motiv för ett frimärke i USA 1999. Bilden användes i kampanjmaterial för flera politiker i USA
2008 och omarbetades 2010 för att fira Australiens första kvinnliga premiärminister. Affischen är en av de tio mest efterfrågade från National Archives and Records Administration, USA:s nationalarkiv.
Efter att den återupptäcktes har betraktare ofta utgått från att affischen var avsedd att inspirera kvinnor att arbeta för att stärka krigsansträngningen. Under kriget användes bilden dock enbart för internt bruk inom Westinghouse under en kort period i februari 1943 och var inte avsedd att rekrytera ny kvinnlig arbetskraft, utan enbart för att stärka moralen för redan anställda kvinnliga arbetare. Särskilt feminister har inspirerats av den upplyftande och positiva attityden i bilden och dess enkla budskap för att skapa nya bilder för politiska kampanjer, reklam och parodier.

## Bakgrund

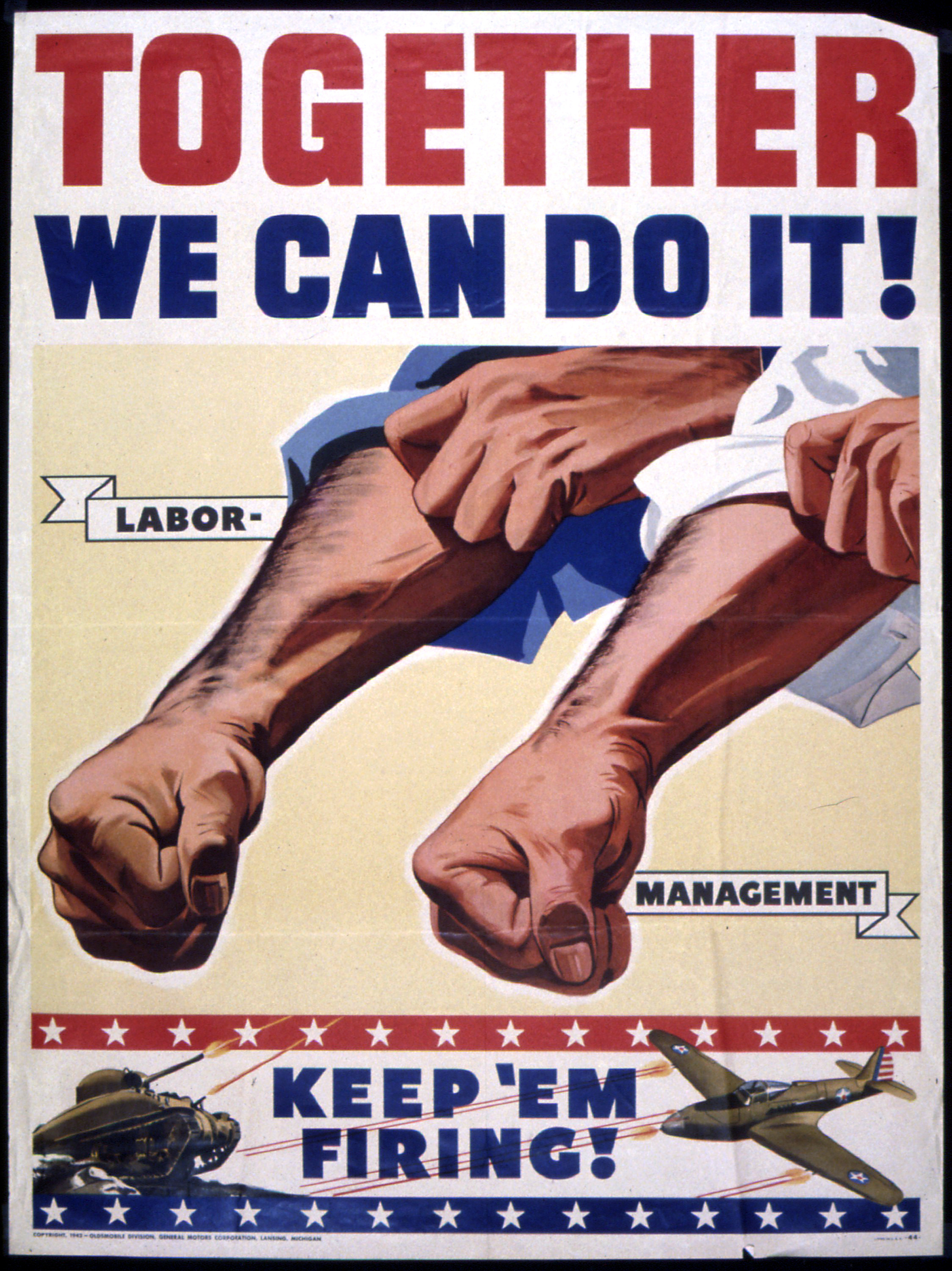
En propagandaaffisch från 1942 som uppmanar till enighet mellan ledning och arbetsstyrkan vid biltillverkaren General Motors

Efter det japanska anfallet på Pearl Harbor i december 1941 gick den amerikanska staten ut med en uppmaning tillverkningsindustrin att framställa större mängder krigsmateriel. Arbetsmiljön på större fabriker var ofta laddad eftersom det uppstått slitningar mellan företagsledning och fackföreningar under 1930-talets krisår. VD:ar på företag som General Motors (GM) önskade tona ner tidigare motsättningar och uppmuntra samarbete. Som en reaktion på rykten om en kampanj av fackföreningen United Auto Workers (”förenade bilarbetare”) presenterade GM under 1942 en propagandaaffisch som visade arbetsstyrka och ledning representerade som två kraftiga mansarmar med uppkavlade ärmar, inriktade mot att upprätthålla en jämn och hög produktionstakt som en del av krigsansträngningarna. Affischen lydde Together We Can Do It! ("tillsammans klarar vi det") och Keep 'Em Firing! (ungefär "se till att de fortsätter skjuta"). Målet var att genom den typen av affischer utnyttja entusiasmen för kriget för att öka produktionen, och i förlängningen att undvika ökade statlig ingrepp.
1942 anställdes konstnären J. Howard Miller av Westinghouse Electric's kommitté för samordning av krigsproduktion för att producera en serie med affischer avsedd för att visa för företagets fabriksarbetare. Syftet med affischprojektet var att höja arbetsmoralen, minska frånvaron, styra direkta frågor till arbetsledning och att minska risken för arbetsplatskonflikter eller strejker. Var och en av de sammanlagt 42 affischerna formgivna av Miller visades vid fabriken i två veckor för att sedan bytas ut mot nästa i serien. De flesta av affischerna föreställde män och framhävde traditionella könsroller. En affisch föreställde en leende manlig arbetsledare med orden Any Questions About Your Work? ... Ask your Supervisor ("Frågor om ditt arbete? Fråga din arbesledare").

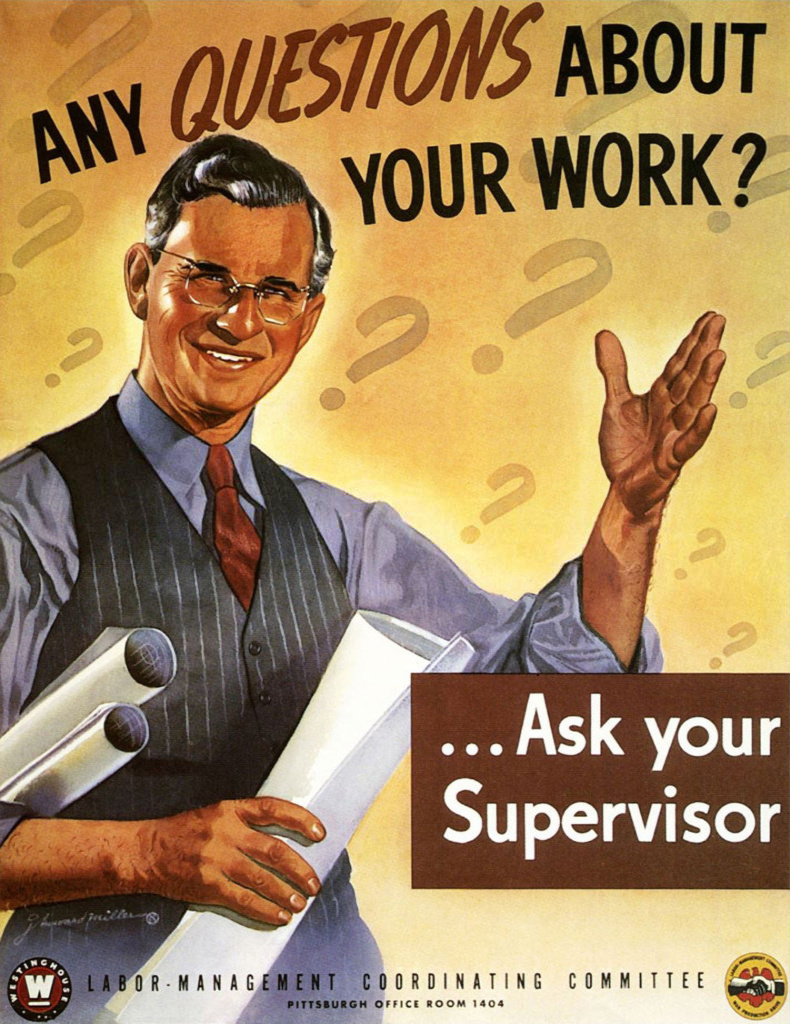
Ytterligare en affisch av J. Howard Miller från samma serie som "We Can Do It!"

Endast 1,800 exemplar av We Can Do It!-affischen tillverkades med måtten 17 x 22 tum (559 x 432 mm). De sågs från början endast på Westinghouses fabriker i East Pittsburgh, Pennsylvania och Mellanvästern under två arbetsveckor från 15 februari 1943. De utvalda fabrikerna tillverkade plastinlägg till hjälmar och de flesta som tillverkade dem var kvinnor. Slagorden "We Can Do It!" tolkades troligen inte av fabriksarbetarna som stärkande endast för kvinnor. De hade tidigare blivit exponerade för en serie paternalistiska, förmanande affischer som förespråkade ledningens auktoritet, de anställdas kompetens och enighet inom företaget, och fabriksarbetarna uppfattade troligen budskapet som "Westinghouse-anställda klarar av det" genom att samarbeta.  Den positiva bilden fungerade som försiktig propaganda för att öka de anställdas moral och hålla produktionstakten uppe. Affischens röda, vita och blå färgskala på kvinnans kläder bar ett subtilt patriotiskt budskap, ett tilltag som många företags produktionskommittéer använde.